# Bernard Heidsieck
Bernard Heidsieck (ur. 30 listopada 1928, zm. 22 listopada 2014), francuski artysta będący jednym z prekursorów poezji dźwiękowej. Tworzył i mieszkał w Paryżu.
Wydał ok. 80 płyt i kaset z utworami poetyckimi, m.in. "Poèmes Biopsies et Passe-Partout", "Canal Street", "Le carrefour de la chaussée d'Antin". W 1991 został nagrodzony Narodową Nagrodą Poezji (Grand Prix National de Poésie).